# Estafette

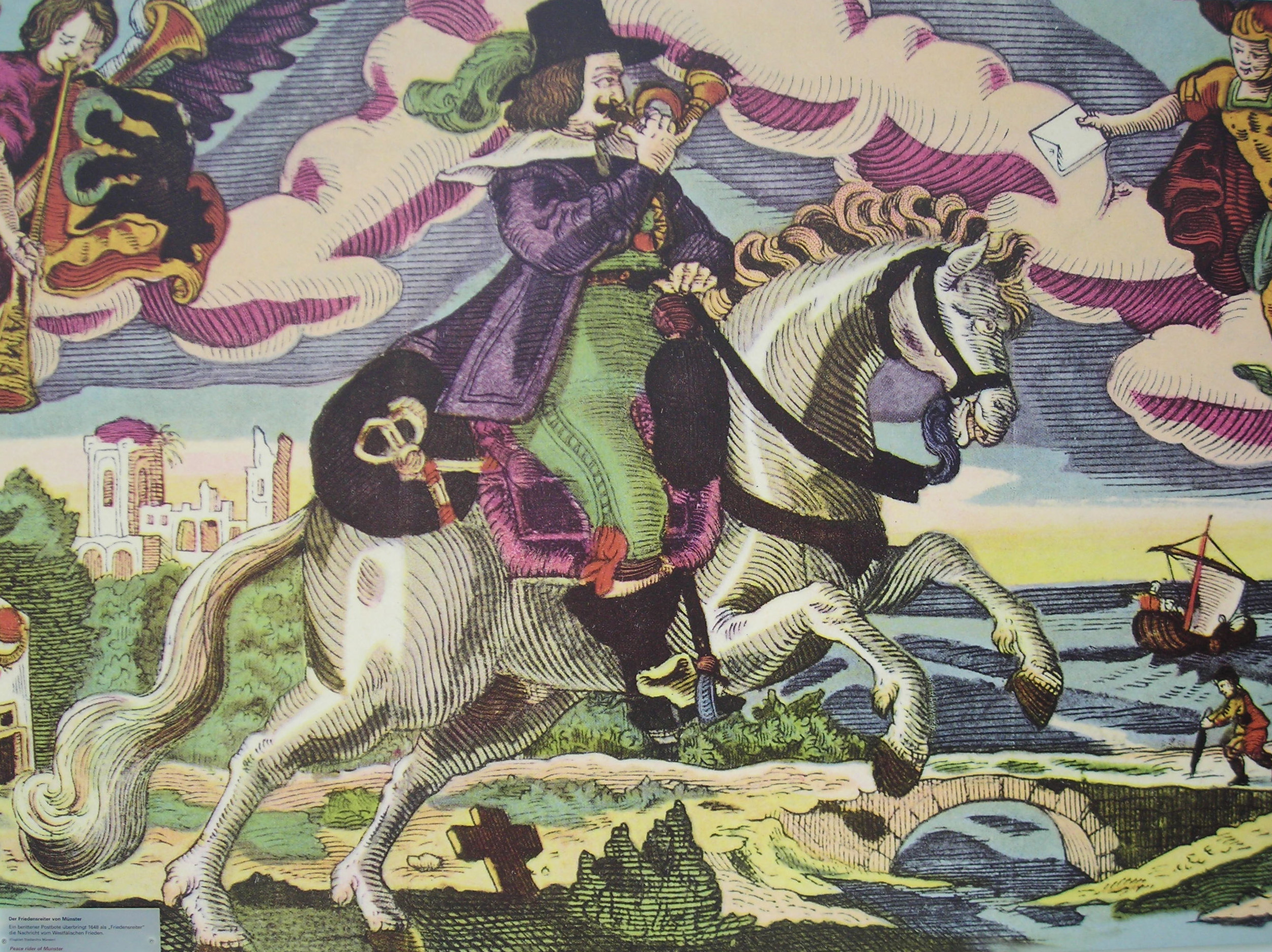
Postreiter mit Felleisen als Eilbote beim Westfälischen Frieden 1648

Unter Estafetten oder auch Stafetten versteht man in der Postgeschichte die Eilzustellung durch Postreiter, welche Briefe oder Waren für einen Absender in schnellster Gangart vom Aufgabe- zum Bestimmungsort entlang eines Postkurses brachten.

## Abwicklung
Zur Beschleunigung fand auf festen Poststationen ein Reiter- und Pferdewechsel statt. Der Absender einer Estafettensendung musste sämtliche Kosten, mit Ausnahme des Zustellgeldes, bei der Absendung bezahlen. Konnten die Kosten von der absendenden Postanstalt nicht genau angegeben werden, so musste ein angemessener Geldbetrag hinterlegt werden.
Für jede Estafettenbeförderung war das tarifmäßige Porto zu entrichten. Die Beförderung erfolgte zu Pferde oder mittels eines Kariols. Das Höchstgewicht betrug 20 Pfund. Für jede Depesche etc. war das tarifmäßige Porto und für jede Estafette außerdem eine Expeditionsgebühr von 15 Silbergroschen zu entrichten. Die Zahlung für ein Estafettenpferd erfolgte nach demselben Satz, der auch für ein Kurierpferd feststeht. Für die Bestellung jeder mit Estafette eingehenden Sendung wurden am Bestimmungsort 5 Silbergroschen erhoben. Eine Wertangabe war bei Estafettensendungen nicht zulässig. Über die Estafettensendung erhielt der Absender einen Einlieferungsschein.
Noch 1871 wurde die Estafette in der Postordnung genannt. Ab 1872 wurden Sendungen, die ausschließlich auf der Eisenbahn zu befördern waren, nicht mehr zur estafettenmäßigen Beförderung angenommen. Seit dem 1. Juli 1892 wurde die Estafette im Reichspostgebiet aufgehoben, nachdem sie durch die Eisenbahnen bereits an Bedeutung verloren hatte.